# Nicaraguaans honkbalteam

Vlag van Nicaragua.

Het Nicaraguaans honkbalteam is het nationale honkbalteam van Nicaragua. Het team vertegenwoordigt Nicaragua tijdens internationale wedstrijden. Het team werd vierde op de Olympische Spelen van 1996. Het team heeft meermaals deelgenomen aan de wereldkampioenschappen. Daarop is zijn hoogste positie de tweede plaats, met vijf keer de zilveren medaille.
Het Nicaraguaans honkbalteam hoort bij de Pan-Amerikaanse Honkbal Confederatie (COPABE). 

## Kampioenschappen

### Olympische Spelen
Nicaragua nam tweemaal deel aan de Olympische Spelen, de hoogst behaalde klassering is de 4e in 1996.
| Editie    | 1984 * | 1992 | 1996 | 2000 | 2004 | 2008 | 2020 |
| Prestatie | 7e     | -    | 4e   | -    | -    | -    | -    |

*  = demonstratiesport, - = geen deelname

### Wereldkampioenschappen
Nicaragua nam 31 keer deel aan de wereldkampioenschappen, hun hoogste klassering, de zilveren plak, hebben ze vijf keer behaald.
| Editie    | 1938   | 1939    | 1940   | 1941 | 1942 | 1943 | 1944 | 1945 | 1947  | 1948 | 1950   | 1951 | 1952  | 1953  | 1961 | 1965 | 1969 | 1970 | 1971  | 1972  |
| Prestatie | -      | Zilver  | Zilver | 7e   | -    | -    | 7e   | 4e   | Brons | 7e   | 5e     | 5e   | 5e    | Brons | 7e   | 6e   | 5e   | 8e   | Brons | Brons |
|           |        |         |        |      |      |      |      |      |       |      |        |      |       |       |      |      |      |      |       |       |
| Editie    | 1973 * | 1973 ** | 1974   | 1976 | 1978 | 1980 | 1982 | 1984 | 1986  | 1988 | 1990   | 1994 | 1998  | 2001  | 2003 | 2005 | 2007 | 2009 | 2011  |       |
| Prestatie | - *    | **      | Zilver | 4e   | 5e   | -    | -    | 7e   | -     | 7e   | Zilver | 4e   | Brons | 9e    | 6e   | 6e   | -    | 13e  | 13e   |       |

*  WK in Cuba, ** WK in Nicaragua, - = geen deelname 

### World Baseball Classic
Nicaragua nam in 2012 deel aan de kwalificatie voor de World Baseball Classic in 2013. Zo ook voor 2017 en 2023. Voor de WBC 2023 wist Nicaragua zich te plaatsen.
| Editie    | 2006 | 2009 | 2013  | 2017  | 2023 |
| Prestatie |      |      | kwal. | kwal. | 19e  |

### Pan-Amerikaanse Spelen
Nicaragua nam drie keer deel aan de Pan-Amerikaanse Spelen, ze behaalde twee keer de zilveren plak.
| Editie      | 1983   | 1995   | 2007  | 2011 | 2015 | 2019  | 2023 |
| Presentatie | Zilver | Zilver | Brons | -    | 6e   | Brons | TBD  |

### Intercontinental Cup
Nicaragua nam 13 keer deel aan de Interconinental Cup Honkbal. De hoogst behaalde Nicaraguaanse plaats is de 3e, deze positie werd 4 keer behaald.
| Editie      | 1973  | 1975  | 1977  | 1979 | 1981 | 1983 | 1985 | 1987 | 1989  |
| Presentatie | 4e    | Brons | 4e    | 4e   | -    | 6e   | 7e   | 7e   | Brons |
|             |       |       |       |      |      |      |      |      |       |
| Editie      | 1991  | 1993  | 1995  | 1997 | 1999 | 2002 | 2006 | 2010 |       |
| Prestatie   | Brons | 4e    | Brons | 5e   | -    | -    | -    | 7e   |       |

- = niet gekwalificeerd